# José Sánchez González
José Sánchez González (Fuenteguinaldo, Salamanca, 30 de octubre de 1934), es un jurista y teólogo español que fue obispo auxiliar de Oviedo entre 1980 y 1991 y obispo de Guadalajara entre 1991 y 2011. Fue secretario general y portavoz de la Conferencia Episcopal Española entre 1993 y 1999.
Desde su jubilación, reside en su localidad natal y colabora celebrando algunos oficios religiosos.

## Biografía

### Infancia y formación académica
Segundo de los seis hijos de Nicolás Sánchez González y Obdulia González Galán, campesinos. Tras asistir a la escuela primaria de Fuenteguinaldo hasta junio de 1945, ingresó en el Seminario Diocesano de Ciudad Rodrigo, para cursar Humanidades (1945-1950), Filosofía (1950-1953) y el primer curso de Teología (1953-1954). Prosiguió sus estudios en Teología (1954-1957) y Derecho Canónico (1957-1959) alcanzando la licenciatura en ambas disciplinas en la Universidad Pontificia de Salamanca. Fue ordenado sacerdote de la diócesis de Ciudad Rodrigo en Salamanca el 5 de abril de 1958, por el obispo de Salamanca Francisco Barbado Viejo.

### Atención pastoral en Alemania
Tras pasar un año de práctica pastoral en el Convictorio de Ciudad Rodrigo (1959-1960), ejerció de coadjutor de la parroquia de Oedheim/Kocher, (diócesis alemana de Rottenburg). Después, desde octubre de 1960 hasta octubre de 1962, fue coadjutor de la parroquia de Plöchingen, de la misma diócesis y, al mismo tiempo, capellán de los españoles residentes en el arciprestazgo de Esslingen am Neckar.
Desde octubre de 1961 hasta octubre de 1968, es capellán de los católicos españoles residentes en Stuttgart, diócesis de Rottenburg. Posteriormente realizó los cursos de doctorado en Teología. Entre marzo de 1972 y marzo de 1980 es delegado para los capellanes españoles en Alemania, con residencia en Bonn. También participó en el Sínodo de las Diócesis Alemanas de la República Federal, entre 1972 y 1975.

### Atención pastoral en España, como Obispo
San Juan Pablo II, le nombra, el 15 de enero de 1980 Obispo titular de Rubicon y Obispo auxiliar de la Archidiócesis de Oviedo, siendo consagrado obispo el 19 de marzo de 1980. Desde noviembre de 1980 es miembro de la Comisión Episcopal de Migraciones de la Conferencia Episcopal.
Y once años más tarde, Juan Pablo II le nombra el 11 de septiembre de 1991 Obispo de la Diócesis de Sigüenza-Guadalajara, puesto en el que permaneció hasta que fue aceptada su renuncia por motivos de edad el 2 de febrero de 2011. Desde entonces fue Administrador Apostólico de la diócesis hasta la toma de posesión de su sucesor, D. Atilano Rodríguez, el 2 de abril de 2011. En la actualidad reside en su pueblo natal de Fuenteguinaldo.

### Cargos en la Santa Sede y en la Conferencia Episcopal Española
Además de su labor pastoral al frente de la diócesis asturiana primero, y castellano manchega después, monseñor Sánchez ocupó diversos cargos a nivel nacional e internacional.
Por lo que se refiere a la Santa Sede, Juan Pablo II le nombró, el 30 de enero de 1995, miembro del Pontificio Consejo para las Migraciones y el 29 de abril de 1999, miembro del Pontificio Consejo para las Comunicaciones Sociales. Cesó de ambos cargos en los años 2010 y 2009, respectivamente.
De modo análogo, también desempeñó en el ámbito europeo, el cargo de presidente de la Comisión Pastoral de las Migraciones del Consejo de Conferencias Episcopales de Europa (CCEE) desde el 3 de noviembre de 2006.
En cuanto a la Conferencia Episcopal Española ocupó los siguientes cargos:
- Miembro de la Comisión Episcopal de Migraciones, desde noviembre de 1980 hasta la actualidad. Tiene encomendada la responsabilidad de la Pastoral de la Carretera y la de Ferias y Circos.
- Secretario general de la Conferencia Episcopal, desde el 18 de febrero de 1993 hasta el 23 de abril de 1998.
- Presidente de la Comisión Episcopal de Migraciones, de 2005 al 2011.
- Presidente de la Comisión de Medios de Comunicación Social desde el 5 de marzo de 1999 hasta el 8 de marzo de 2005.

### Premios y reconocimientos
- Medalla de honor de la República Federal Alemana, otorgada por el Gobierno alemán, en su embajada de Madrid.
- Medalla de Honor a la Emigración, otorgada por el (Ministerio de Trabajo e Inmigración, el 14 de noviembre de 2011), en la Fundación Pablo VI de Madrid.